# Золотой человек (роман)
«Золотой человек» (венг. Az arany ember) — роман венгерского писателя Мора Йокаи, написанный в 1872 году. Как Йокаи написал в эпилоге, роман основан на реальной истории, которую он в детстве слышал от сестры своей бабушки.

## Сюжет

### Часть I. Святая Варвара
Молодой человек Михай Тимар работает шкипером грузового судна «Святая Варвара», курсирующего по Дунаю. Судно принадлежит Атанасу Бразовичу, богатому купцу греческого происхождения, постоянно проживающему в Комароме. Роман начинается с поэтически-мифологизированного зачина о красоте и мощи Дуная, после чего мы встречаем «Святую Варвару»: корабль, нагруженный зерном, держит курс на Комаром. На борту «Святой Варвары» едут двое пассажиров — владелец зерна Эуфим Трикалис и его тринадцатилетняя дочь Тимея. В связи с непогодой корабль вынужден пристать к так называемому «ничейному острову» — он располагается на Дунае на границе Оттоманской империи и венгерской части Габсбургской империи — при том, что ни тому, ни другому государству остров не принадлежит, поскольку он никому не известен и не нанесён на карты. На острове живут Тереза, её дочь Ноэми (лет 10-12) и собака Альмира. Это семейство ведёт хозяйство, выращивает на острове фрукты, разводит пчёл, собирает лечебные травы, а все недостающие в хозяйстве продукты выменивает у заезжих моряков, охотников и крестьян. Через некоторое время на остров прибывает еще один человек, Тодор Кристиан. Он хорошо знает Терезу и Ноэми, но и той, и другой он очевидно неприятен.
Путешественники располагаются на ночлег у гостеприимных хозяек. Михаю Тимару не спится, и он поневоле становится свидетелем ночного разговора. Кристиан шантажирует Терезу, утверждая, что если та не даст ему денег, он доложит властям о существовании острова. В конечном итоге он забирает золотой браслет, подарок Терезы Ноэми, и уезжает. Тимар рассказывает Терезе, что стал невольным свидетелем разговора, а та, в свою очередь, рассказывает, как она попала на остров. Муж Терезы разорился и был доведен до самоубийства интригами отца Кристиана и Атанаса Бразовича. Дом и имущество ушло за долги. Ей ничего не оставалось делать, как укрыться с грудным ребенком и собакой на необитаемом острове. Ноэми выросла на природе, вдали от цивилизации. Тереза добавляет, что Кристиан все время требует денег и выражает желание жениться на Ноэми, несмотря на то, что девочка его ненавидит. Тимар не знает, как помочь хозяйке острова.
Наутро путешественники отправляются дальше. Трикалис зовет Тимара к себе и раскрывает ему свою тайну: на самом деле он никакой не греческий купец. Его настоящее имя — Али Чорбадши, некогда он занимал высокий руководящий пост в Оттоманской империи. Теперь Султан приказал его убить, имущество — конфисковать, а дочь продать в гарем. Изначально он хотел ехать к своему шурину Бразовичу, но вчера вынужден был отказаться от этого плана, поскольку узнал в Тодоре Кристиане турецкого шпиона (на самом деле, Кристиан — авантюрист и отъявленный мерзавец — шпионит на обе империи сразу). Али понимает, что Кристиан его непременно выдаст, и Австрия не откажет Оттоманской империи в его экстрадиции. Турок сообщает Тимару, что принял яд, и тут же заставляет его поклясться, что тот доставит Тимею в Комаром в целости и сохранности. Али вручает молодому шкиперу шкатулку (в ней тысяча золотых монет) и просит сохранить её для Тимеи. Дальше его слова начинают путаться, он говорит об огромном богатстве, смотрит на небо и указывает на светящий полумесяц, повторяя слово «красный». Тимар принимает его слова за бред умирающего. В последний момент Али собирается с силами и просит Тимара разбудить Тимею, как только он умрёт. Тимар должен напоить её из кубка, который вручает ему турок. Выясняется, что отец дал ей снотворное, чтобы она не подслушала, о чем они говорят. Снотворное опасно — если девочку не разбудить и не напоить противоядием, она умрёт.
Турок умирает. Тимара мучат соблазны: если он не разбудит девочку и она умрет, а он сообщит властям, кто был пассажиром его корабля, то треть конфискованного имущества по закону отойдет к нему. Но Тимар решает, что он честный человек — чему в немалой степени способствует влюбленность, которую он начинает испытывать к дочери покойного паши. Молодой шкипер будит Тимею, даёт ей противоядие и сообщает о смерти отца.
В следующем порту их настигает полиция. Тимар утверждает, что ничего не знает о турецком паше и его сокровищах, что на судне был лишь греческий купец, да и тот умер. Ему кажется, что тем самым он сохраняет богатство отца для его дочери. Но довольно скоро его одолевают сомнения: в шкатулке обнаруживается лишь тысяча золотых. Зерно, которое они везут, стоит еще тысяч десять. Если все богатство паши этим исчерпывается, то зачем было закупать целый корабль зерна — десять тысяч можно унести и в сумке. Кроме того, встает и более загадочный вопрос: какая выгода турецкому султану преследовать человека, увозящего всего 10 тысяч?
Еще через несколько дней «Святая Варвара» разбивается о скалу и тонет. Пассажирам и экипажу удается спастись.

### Часть II. Тимея
Тимар привозит Тимею к Бразовичу в Комаром. Самого Бразовича нет дома, шкипера встречают его жена София, дочь Атали и её жених лейтенант Качука. Бразович возвращается домой, как раз когда Михай представляет Тимею её новой семье. Бразович только что прочитал в газетах, что Чорбадши бежал от турок вместе с дочерью, поэтому ожидает увидеть дома своего дальнего родственника. Он нежно целует Тимею, но когда получает лишь шкатулку с золотыми и узнает, что корабль затонул вместе с богатствами паши, приходит в ярость и обвиняет Тимара, что тот украл все остальные деньги. Тимар отвергает все обвинения и спрашивает, что делать с затонувшим кораблем. Бразович выписывает ему доверенность на продажу зерна, не без оснований полагая, что заработать на этом практически невозможно. Тимар уходит. Бразович с женой решают, что денег Тимеи недостаточно для того, чтобы давать ей благородное воспитание, но что раз уж она приходится им родственницей, они должны оставить её в семье в роли компаньонки и горничной их дочери Атали.
Выйдя от Бразовича, Тимар встречает лейтенанта Имре Качуку — по службе тот отвечает за армейские поставки. Качука советует Тимару купить поднятое со дна реки некондиционное зерно и продать его армии: покупка — и, соответственно, прибыль — Тимару обеспечена заранее, поскольку он предложит заведомо более низкую цену. Тимар не сразу соглашается: он знает, что хлеб, испеченный из сырой пшеницы, будет отвратительным, но когда Качука говорит ему, что таким образом Тимар сможет сохранить хотя бы часть наследства для Тимеи, он соглашается. Тимар покупает все зерно с затонувшего корабля и наблюдает, как рабочие поднимают его со дна реки. На одном из мешков он видит красный полумесяц — и понимает, что слова умирающего Али не были бредом. Тимар забирает этот мешок к себе. Мешок полон сокровищ: там золото, драгоценные камни, дорогие украшения.
С одной стороны, он выкупил корабельный груз, не подозревая, что там могут быть сокровища — так что они по праву принадлежат ему. С другой стороны, он понимает, что на деле сокровища принадлежат, конечно же, Тимее — но если он отдаст их ей, они моментально перейдут Бразовичу. В итоге он решает оставить всё себе и выгодно распорядиться богатством — с тем, чтобы затем, женившись на Тимее, сделать её богатой женщиной. Решение вроде бы здравое — но на протяжении последующих лет Тимар в порядке самобичевания не устает вспоминать, что был и остается вором.
Тимар теперь богач. Он покупает дом в городе, становится завидным женихом. Он очень популярен среди горожан — и только Бразович подозревает, что у Тимара есть какая-то тайна. В порядке самозащиты Тимар как-то вечером разыгрывает пьяного и упоминает в разговоре, что продал некондиционное зерно армии. Бразович клянется, что тайны не выдаст, но тут же сообщает в министерство финансов (в то время отвечавшее за снабжение армии) об экономическом преступлении Михая Тимара. Назначается расследование. Однако чиновникам так и не удается найти ни одного солдата, который подтвердил бы, что Тимар поставлял некачественный хлеб. Более того: все в один голос заявляют, что пока поставщиком оставался Тимар, они ели самый лучший хлеб за весь период службы. В результате с Тимара снимают все подозрения. Горожане считают, что Тимар вправе потребовать от министра компенсации за нанесенное ему оскорбление. Но Тимара волнует другой вопрос: ему нужно найти внятное объяснение своему богатству — с тем, чтобы получить возможность использовать его в полной мере. Он едет в Вену, испрашивает аудиенцию у министра и просит отдать ему в аренду земли в пограничном районе Леветинц. Министр, довольный, что Тимар не требует официальных извинений, вспоминает, что прежний арендатор этих земель задолжал государству огромную сумму, и с легкостью соглашается. В придачу он дарует Тимару дворянство (отныне он должен именоваться Тимар де Леветинц) и предлагает наградить орденом любого человека, которого Тимар порекомендует. Министр абсолютно уверен, что Тимар назовёт самого себя. Тот, однако, указывает на бедного священника, живущего в Орсове и подрабатывающего на контрабанде и переправе людей через Дунай.
Тимар занимается теперь своими землями, и путём рационального хозяйствования делает их невероятно прибыльными. Став крупнейшим поставщиком пшеницы в Комароме, Тимар щедро жертвует на благотворительные нужды, строит госпиталь, финансирует школы, помогает церквям и нищим. Люди в городе называют его «золотым человеком». Сам Тимар в глубине души уверен, что его богатство ему не принадлежит.
Тем временем Атали Бразович готовится к свадьбе с теперь уже капитаном Качукой. Отец Атали не питает к своему бывшему шкиперу ничего, кроме ненависти и черной зависти, однако всегда тепло встречает его у себя в доме. Старый Бразович надеется, что «золотой человек» ухаживает за Атали, в то время как тот наносит регулярные визиты в дом исключительно ради Тимеи.
Сама Атали затеяла довольно жестокую игру: она видит, что Тимея влюблена в капитана Качуку, и сообщает доверчивой девочке, что капитан собирается на ней жениться. Тимея шьет свадебное платье, даже не подозревая, что это платье для Атали, а не для неё самой, и что замуж за капитана на самом деле выходит Атали. Ради замужества Тимея принимает христианство. Тимар, обнаружив, что происходит, приходит в ярость.
Бразович прямо спрашивает Тимара, собирается ли тот сделать предложение его дочери. Золотой человек отвечает отказом и заодно заявляет своему бывшему хозяину, что не потерпит такого обращения с Тимеей. День, когда он вернется в этот дом, будет самым страшным в жизни Бразовича, — обещает бывший шкипер, прощается с Тимеей, уверяя её, что обязательно вернется, и уходит.
Купечество Комарома, привыкшее относиться к Михаю Тимару как к бизнес-флюгеру, приходит в переполох, когда Тимар начинает скупать земли близ Комарома. Бразович решает, что Тимару известно больше, чем ему самому. Он подозревает, что военное ведомство планирует расширять фортификационные сооружения вокруг города, и земли, на которых они будут располагаться, выкупят в казну по высокой цене. Остается понять, по какому плану будут проводиться строительные работы: поскольку строительство займет не менее тридцати лет, наиболее выгодно скупать те земли, которые потребуются военному ведомству на ранних этапах работ. Тимару удается обмануть Бразовича и заставить его вложить деньги в земли, строительство на которых начнется не ранее, чем через двадцать лет.
Наступает день свадьбы Атали. Проснувшись, Тимея видит Атали в свадебном платье, которое она шила для себя, и понимает, что замуж будет выходить не она. Жених между тем все не появляется.
Ближе к вечеру становится известно, что Бразович разорен: земли, которые он скупил, ничего не стоят. С ним случается удар, он умирает. Качука разрывает свою помолвку с Атали (не в последнюю очередь потому, что Бразович должен был внести за него т. н. свадебный залог в армейскую часть, где он служит, но не смог сделать этого по причине разорения). Имущество покойного Бразовича идёт с молотка. Атали отыскивает в городе своего бывшего жениха и предлагает бежать. Качука отказывается. Тимар выкупает дом вместе со всей утварью, передает его во владение Тимее и просит её руки. Тимея — несмотря на то, что влюблена в капитана Качуку — соглашается из чувства благодарности и просит Тимара оставить Атали и её мать жить в доме вместе с ними. Тимар отвечает согласием и предлагает Атали большое приданое — с тем, чтобы она могла выйти за капитана. Атали отвечает, что больше не хочет этого брака. Она предпочитает оставаться при Тимее в качестве компаньонки и горничной.

### Часть III. Ничейный остров
После свадьбы Тимар обнаруживает, что Тимея его не любит — хотя и преисполнена к нему уважения. Михай делает все возможное, чтобы вызвать в ней хоть малейшую симпатию: заваливает её подарками, возит в заграничные путешествия — однако безрезультатно. Молодая семья переезжает в роскошный особняк Бразовичей в Комароме. Атали делает всё возможное, чтобы превратить жизнь молодой пары в ад.
Тимар начинает подозревать, что Тимея любит другого. Он сообщает жене, что должен отправиться в деловую поездку в Леветинц и провести там месяц, а сам возвращается домой в ту же ночь, но обнаруживает жену мирно спящей у себя в кровати. Выйдя из спальни, он сталкивается с Атали, которая догадывается, что у него на душе. Она сообщает, что следит за каждым шагом Тимеи. По словам Атали, Тимея действительно не любит Тимара, и Тимар прав, подозревая того, кого он подозревает — однако он может быть уверен, что жена ему верна и останется верной, пока он жив. Тимар не в состоянии оставаться дома. Он бежит прочь, как будто его преследуют.
В своих скитаниях он обнаруживает, что оказался неподалёку от Ничейного острова. Мысль посетить своих старых знакомых кажется ему естественной.
На острове, в компании Терезы и Ноэми, он успокаивается. Ноэми уже исполнилось шестнадцать. Когда она спрашивает, кто ждёт его дома, Михай не колеблясь отвечает, что никто.
Почти все время Тимар проводит в разговорах с девушкой. Выросши на острове, она не знает элементарных вещей. Когда он рассказывает ей о смертоносной розе, произрастающей в Бразилии, Ноэми спрашивает, где это, и узнав, что путешествие в эту страну занимает полгода, заранее отказывается от подарка, чтобы не отпускать от себя Михая.
Через несколько дней на остров приезжает Тодор Кристиан. Собака Альмира отказывается впускать его в дом. Кристиан сообщает, что работает теперь в морских перевозках подрядчиком у купца Скарамелли из Триеста. Он обещает завалить женщин деньгами, затем предлагает срубить все деревья на острове и продать в корабельные мастерские в качестве приданого Ноэми. Тереза отказывает ему во всем и заявляет, что Ноэми никогда не выйдет за него замуж. Кристиан прибегает к старому проверенному способу воздействия: он грозит сообщить о существовании острова австро-венгерским и турецким властям.
Тимар прерывает поток угроз, сообщая, что остров уже зарегистрирован властями обеих империй по его просьбе и что ему даровано право распоряжаться этой территорией в течение последующих девяноста лет. Арендная плата выражается в ежегодном мешке орехов, отсылаемом венгерскому правительству, и ящике сушёных фруктов, направляемом Оттоманской империи. Тимар показывает бумаги.
Ноэми с криком «любовь моя!» бросается к нему на шею. Тодор Кристиан уходит в крайнем раздражении.
Тимар проводит на острове ещё три дня. Ноэми не скрывает своей влюбленности. Михай понимает, что его никто не любил с тех пор, как он повзрослел. Ему тяжело покидать остров, но он уезжает. Он принимает решение никогда не возвращаться на остров. За этими размышлениями его застают два выстрела, оба задевают его шляпу. Стрелял Кристиан.
В ходе разговора Тимар предлагает ему работу и оплату прежних долгов взамен на обещание оставить в покое Ноэми и Терезу. Кристиан соглашается, благодарит своего избавителя и спрашивает разрешения обращаться к нему как к отцу.
Тимар возвращается к себе в леветинцкий офис и объявляет служащим, что открывает мучную торговлю с Бразилией. В качестве доверенного лица в Бразилию отправлялся Тодор Кристиан. Тимару не хотелось находиться с этим человеком в одном полушарии.
Тимар обнаруживает полную неспособность работать. Даёт противоречивые указания, отправляется в поездку и возвращается с полпути. Он не может решить, что ему делать. Через некоторое время он получает письмо от жены: три строчки, в которых сообщается, что он оставил ключ в замочной скважине письменного стола и что она высылает ему этот ключ, дабы он не беспокоился за сохранность бумаг. Ключ прилагается к письму. Тимар приходит в шок, подозревая, что жена, вероятно, ознакомилась с содержимым письменного стола: там хранились вещи из наследства турецкого паши, которые она должна была узнать — например, медальон с портретом её матери. Тимар воспринимает письмо как знак судьбы и с большими предосторожностями возвращается обратно на остров. Он сообщает служащим, что уезжает надолго, однако не говорит, куда.
На острове он проводит всё лето в любви и согласии. Осенью он уезжает, обещая вернуться следующей весной. Его зовут дела.
По дороге он думает лишь о деле, планируя подробно ознакомиться в Леветинце с отчетами своих управляющих — с тем, чтобы никакая неожиданность не встретила его в Комароме. Никем не замеченный, он заходит в свой кабинет с чёрного хода и обнаруживает там жену, прилежно склонившуюся над конторскими книгами. Уезжая, он отправил ей доверенность вести дела и ключи от всех офисных шкафов. Жена восприняла поручение всерьёз. Читая представленный ею отчет, Тимар обнаруживает, что стал за это лето ещё богаче. Торговля с Бразилией оказалась невероятно прибыльной, а жена проявила недюжинные менеджерские способности.
Супруги возвращаются в Комароме. Тимар так и не знает, обнаружила ли Тимея драгоценности своего отца. Чтобы разрешить ситуацию, он дарит жене медальон с портретом её матери и остальные драгоценности, сочиняя легенду о том, что купил их в Турции, соблазнившись сходством лица на медальоне с внешностью своей жены. Тимея кидается к нему с благодарностями: она узнала свою мать. Теперь Михай уверен: его тайна так и осталась нераскрытой. Ответить на искренний порыв жены он не в состоянии: единственным возможным для него местом искренности стал уже остров.

### Часть IV. Ноэми
К новому году Тимар получает орден. Весь город говорит только о нем. Его либо идеализируют, либо ненавидят. Сам Михай пропускает всё мимо ушей, потому что думает только о Ноэми, оставшейся на острове. Атали замечает произошедшую в нём перемену и пытается выяснить причину его счастливого расположения духа. Она не потерпит вокруг себя никакого счастья. В новый год с поздравлениями приходит один из старейших сотрудников Тимара и сообщает, что ему одному известно, где хозяин провёл все лето. Тимар застывает в ужасе. Сотрудник ухмыляется и говорит, что доподлинно знает, что хозяин тайком путешествовал в Бразилию, чтобы наладить там продажи муки.
Таким образом Тимар получает в руки новый козырь: теперь он знает, куда будет отправляться каждое лето.
В апреле он снова едет на Ничейный остров. Выйдя из лодки, он видит целую плантацию погибших от наводнения грецких орехов. В доме его ждут трое: у Ноэми родился мальчик Доди. Михай решает построить для мальчика отдельный дом из погибших деревьев, и пол-лета они вместе с Ноэми валят лес. Она спрашивает, как он стал настолько богатым, что может позволить себе полгода проводить с ними. Михай уверяет, что как-нибудь расскажет, но так ничего и не говорит. Когда все деревья свалены и распилены, Тимар понимает, что строительство требует навыков, которых у него нет. Вскоре он покидает остров.
Дома обнаруживается, что Тимея больна. Врачи рекомендуют отправить её на курорт, что Тимар и делает. На курорте он примечает, что ей особенно нравится красиво отделанный деревянный домик, стоящий в отдалении на склоне холма. Тимар возвращается в Комаром и начинает строить на своих загородных землях копию этого домика. Он нанимает мастера при условии, что тот возьмет его самого в ученики. Когда Тимея возвращается домой, Тимар устраивает торжественную презентацию своего подарка. Атали теряется в догадках, поскольку действия Тимара не укладываются ни в одну из схем, которые она может представить.
Врачи рекомендуют Тимее провести лето в Биаррице. Тимар отправляет туда женщин, устраивает их со всеми возможными удобствами, закупает в Вене столярный инвентарь и плывёт с ящиками на остров.
Он думает остаться здесь навсегда, однако едва начав работу, тяжело заболевает. Диагноз остается неясным, но болезнь заразная: ребенок заболевает тоже и через некоторое время умирает.
После выздоровления Тимар погружается в глубокую депрессию. Единственное, о чем он может думать, — это самоубийство. Он уезжает домой. Тимея и Атали обеспокоены его состоянием: Тимея — из чувства долга, Атали — потому, что если Тимар умрет, Тимея обретет свободу и сможет жить счастливо. Тимар между тем совершенно не занимается делами, худеет, страдает и совершенно отгораживается от семьи. Врач советует отдых в уединённом месте у воды. Тимар отправляется в своё имение на Балатоне. Единственным выходом ему представляется самоубийство: он хочет совершить его вместе с Ноэми, когда в следующий раз приедет на остров.
Зиму Тимар проводит в Вене и Комароме. Не дождавшись весны, он бежит на остров, чтобы покончить с собой, но обнаруживает, что у Ноэми родился второй ребенок, тоже Доди. Планы Тимара меняются: в течение следующих четырёх лет он продолжает бывать на острове, заканчивает дом для Доди, учит его читать и писать.
Через пять лет умирает Тереза. Перед её смертью на остров прибывает священник (получивший когда-то орден благодаря рекомендации Тимара) и видит там своего благодетеля. Священника изгоняют с острова, но тайна Тимара поставлена теперь под угрозу.

### Часть V. Атали
Осенью после смерти Терезы Тимар отправляется в Комаром с твердым намерением получить развод. Он обещает Ноэми, что вернется ещё зимой.
По приезде Тимар обнаруживает, что Тимея смущена, в то время как Атали злорадствует. Тимар думает только о разводе: как найти для него причину. «Непреодолимое взаимное отвращение» может сработать лишь при согласии Тимеи. Тимар полностью зависит от неё. Вечером к нему в кабинет заходит Атали. Она сообщает, что Тимея ему неверна и клянется, что может это доказать. Она утверждает, что Тимея ждала любовника, но его приезд помешал встрече. Если Тимар скажет, что отправляется на следующий день на Балатон, а сам останется ждать ночи в Комароме (там у него есть второй дом), у него будет возможность убедиться в неверности жены. Атали сообщает, что в спальне Тимеи одна из стен двойная: за ней скрыт узенький коридорчик, который её отец использовал, чтобы подслушивать, о чем говорят гости. Тимар может воспользоваться этим коридорчиком, чтобы застать жену на месте преступления.
На следующий день Михай становится свидетелем свидания Тимеи и майора Качуки. Майор бился на дуэли с неким морским офицером, который называл Тимара вором и говорил, что жена его несчастна. Это и послужило поводом для свидания. Майор и Тимея ведут разговор, по ходу которого Тимар понимает, что Тимея не любила в жизни никого, кроме майора, но что они с тех пор никогда не встречались. На предложение Качуки развестись с мужем, если она несчастна, Тимея отвечает гневным отказом: она исполнена уважения к Тимару. В конце своей тирады она добавляет: даже если бы муж был мне неверен, я бы и тогда не дала ему развода. Майор уходит.
Тимар в ярости выбегает из коридорчика, на ходу проклиная Атали.
Он возвращается к себе и читает корреспонденцию. Одно из писем подсказывает ему, что оскорблявшим его морским офицером был не кто иной, как Тодор Кристиан, изгнанный за подлоги и мошенничества из торговой структуры Тимара, приговоренный к работе на галерах, но сбежавший оттуда.
Тимар отправляется на Балатон. Он не знает, что делать.
В его имении на Балатоне идёт тем временем подледная ловля. Рыбаки сообщают Тимару, что лёд неустойчив: в самых неожиданных местах есть трещины. В честь богатого улова рыбаки устраивают праздник с ухой и вином, и поздно ночью Тимар, которого мучит бессонница, отправляет всех по домам, обещая, что сам будет сторожить улов на льду озера.
Появляется Тодор Кристиан. Теперь он владеет тайной Тимара. Кристиан — предварительно выбив из рук Тимара пистолет — рассказывает ему, как в течение многих лет бессовестно грабил предприятие Тимара и как, будучи пойманным и сосланным на галеры, оказался сидящим рядом с турецким шпионом, преследовавшим в начале романа Али Чорбадши и его дочь. Кристиан, наконец, понимает, каким образом пришло к Тимару его богатство. Они идут в дом. По ходу разговора Кристиан переодевается в одежду Тимара, берет его бумажник, часы и украшения. Кристиан сообщает, что он был уже на Ничейном острове в поисках Тимара, но там его не застал. Под угрозой выстрела он требует от Тимара остров (только там он сможет избежать поимки и наказания), а также в придачу к острову Ноэми. Тимар приходит в ярость, наваливается всем телом на шантажиста, вырывает у него оружие и выкидывает из дома. Он не убивает его лишь потому, что чувствует себя кругом виноватым: перед женой, от которой скрыл её богатства и которой изменял, перед Ноэми, которую превратил в бесправную пленницу, перед самим Кристианом, которого отправил на край света, чтобы избавиться от соперника.
Кристиан уходит по льду озера, жестами показывая Тимару, что еще вернется. Через некоторое время Тимар сквозь бурю и ветер слышит два выкрика.
Он, наконец, решается на самоубийство. Собирается и идет по льду к трещине, которую показывали ему рыбаки. Склонившись над ней, он видит лицо утопленника. Это Кристиан.
На острове умирает собака Альмира. Ноэми размышляет над последним визитом Кристиана: он обещал вернуться и рассказать, кто на самом деле её возлюбленный. Внезапно Альмира поднимается и встречает последнего гостя в своей жизни. Это Михай Тимар. Он обещает больше никогда не покидать острова.
В Комароме тем временем с почестями хоронят утонувшего Михая Тимара. Тело почти разложилось в воде, но одежда сохранилась хорошо.
На острове Тимар рассказывает Ноэми всё о своей прошлой жизни. Та прощает ему всё, но утверждает, что он должен найти способ сообщить бывшей жене о потайном коридоре, ведущем в её спальню. Они решают, что письмо должен написать Доди, чтобы не создавать подозрений, что Тимар жив. Доди переписывает строки, написанные Ноэми, и они при первой возможности отсылают письмо с контрабандистами.
Тимея выходит замуж за майора Качуку. В ночь накануне свадьбы Атали пытается убить её, появившись из потайного коридорчика, но не успевает: раненая Тимея сумела позвать на помощь. Тайна покушения долго остается нераскрытой — пока выздоравливающая Тимея не открывает странного письма, написанного детской рукой. В коридорчике обнаруживают орудие покушения и окровавленную одежду Атали. Атали приговаривают к смерти, но потом заменяют казнь пожизненным заключением. В последнем слове она утверждает, что секрет известен лишь Михаю Тимару и, следовательно, он жив. Что сильно ломает семейное счастье Качуков. Тимея мучится подозрениями, что нарушила супружескую верность. Сын Качуков промотал все богатство Тимара, а внук живет на пенсию, выплачиваемую из фонда, учрежденного Тимаром для бедных родственников.
Автору романа удалось посетить Ничейный остров через сорок лет после исчезновения Михая Тимара. Он увидел целую колонию. Патриарх острова дал ему разрешение написать этот роман. Право Тимара распоряжаться островом истекло в 1923 году.

## Экранизации
Роман экранизировался четыре раза. По нему было снято три художественных фильма (один из них немой) и один телевизионный:
- 1918 — Венгрия — режиссёр Александр Корда (немой)
- 1936 — Венгрия — режиссёр Бела Гаал
- 1962 — Венгрия — режиссёр Виктор Гертлер
- 2005 — Венгрия — режиссёр Петер Гардош (телевизионный)

Фильм 1962 года в советском дубляже выходил под названием «Наследство казначея Стамбула».